# شريان درقي علوي
الشِّرْيانُ الدَّرَقِيُّ العُلْوِيّ (بالإنجليزية: Superior thyroid artery)‏، ينشأ من  الشريان السباتي الظاهر تحت مستوى القرن الكبير للعظم اللامي وينتهي في الغدة الدرقية. 

## التفرعات
- شريان تحت اللامي: شريان صغير يمتد على طول الحد السفلي للعظم اللامي، وتحت العضلة الدرقية اللامية، ويتصل مع الشريان تحت اللامي على الجانب الآخر. يُشتق الشريان تحت اللامي من القوس الأبهري الخامس.
- شِرْيانُ العَضَلَةِ القَصِّيَّةِ التَّرْقُوِيَّةِ الخُشَّائِيَّة: يمتد إلى الأسفل وبشكل أفقي عبر غمد الشريان السباتي الأصلي، ويُغذي العضلة القصية الترقوية الحلمية والعضلات المجاورة والجلد. غالباً ما ينشأ كفرع منفصل عن الشريان السباتي الظاهر.
- الشريان الحنجري العلوي: يرافق الفرع الحنجري الداخلي للعصب الحنجري العلوي، تحت العضلة الدرقية اللامية. هذا الشريان يتفرع من الشريان الدرقي العلوي بالقرب من تفرعه عن الشريان السباتي الظاهر. يخترق مع العصب الحنجري العلوي الغشاء الدرقي اللامي، ويغذي العضلات والغشاء المخاطي وغدد الحنجرة. يتصل مع تفرعه على الجانب الآخر.
- الشِّرْيانُ الحِلْقِيُّ الدَرَقِيّ : قد يساهم في تغذية الحنجرة. ويتبع مسار متغير إما سطحي أو عميق في العضلة القصية الدرقية. إذا كان مساره سطحياً، فقد يترافق مع فروع العروة الرقبية، وإذا كان مساره عميقاً؛ فقد يكون مترافقاً مع العصب الحنجري الخارجي. يتصل مع تفرعه على الجانب الآخر ومع الشرايين الحلقية.

## الأهمية الطبية
يُربَط هذا الشريان عند إجراء استئصال الغدة الدرقية. إذا تم قطع الشريان بدون ربطه فسوف يؤدي إلى نزيف. من أجل السيطرة على النزيف، قد يحتاج الجراح إلى تمديد الشق الأصلي بشكل جانبي لربط الشريان عند تفرعه عن الشريان السباتي الظاهر. بالإضافة إلى ذلك، قد ينجرح العصب الحنجري الظاهر أثناء الجراحة لمروره بالقرب من الشريان الدرقي العلوي.

## صور إضافية

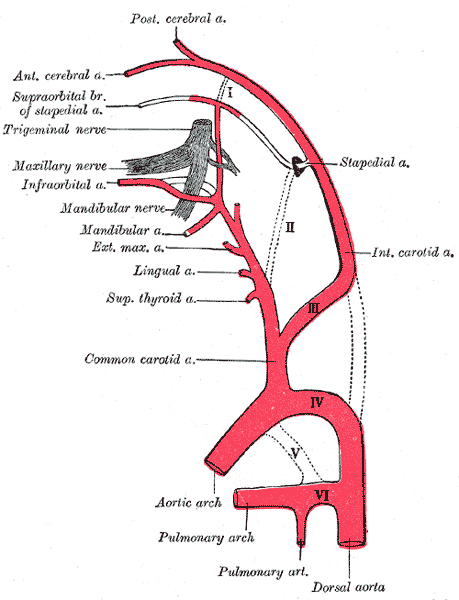
مخطط يُظهر التفرعات الرئيسية للشريان السباتي.
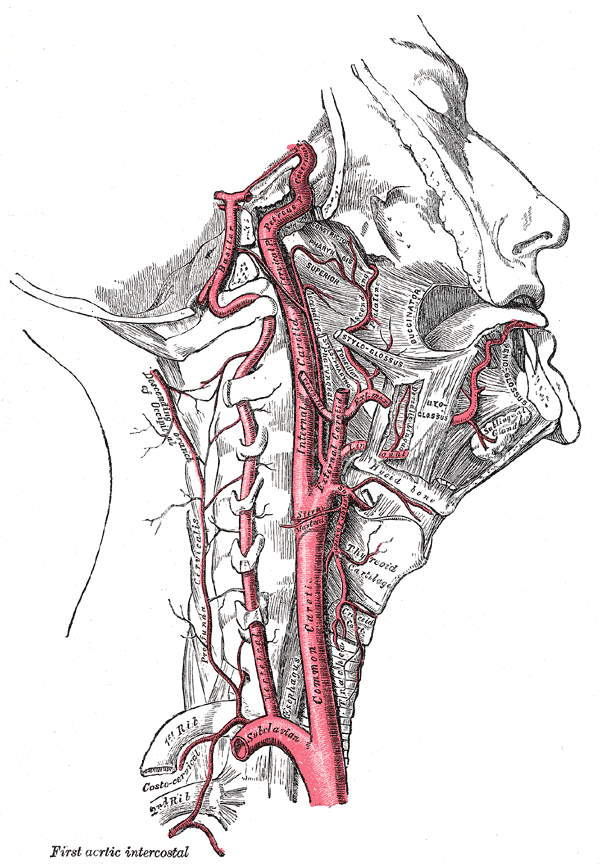
الشريان السباتي الباطن والشرايين الفقرية (الشريان الدرقي العلوي يظهر في المنتصف).
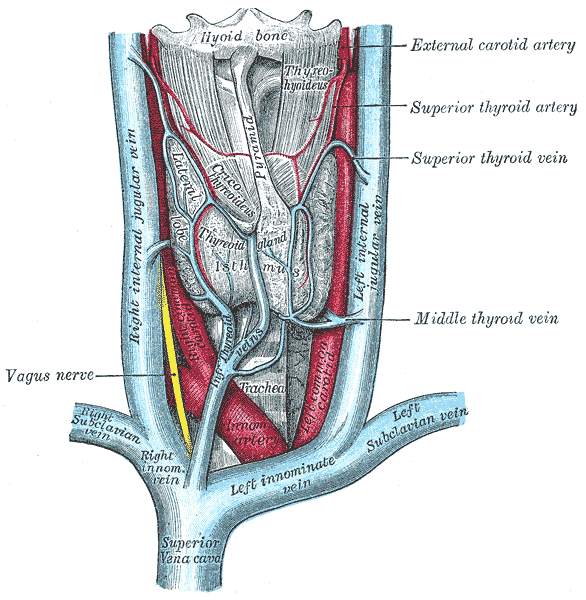
الغدة الرقية.
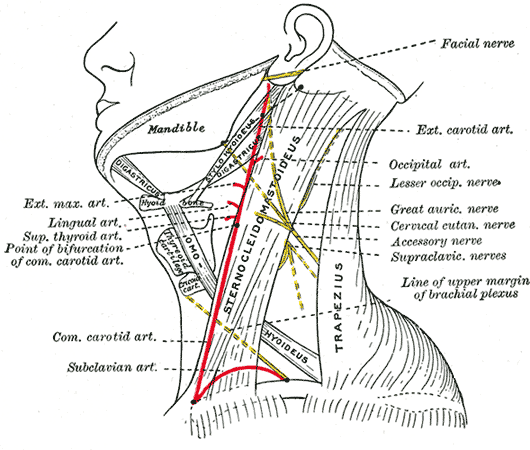
جانب من العنق، يُظهر العلامات السطحية الرئيسية.
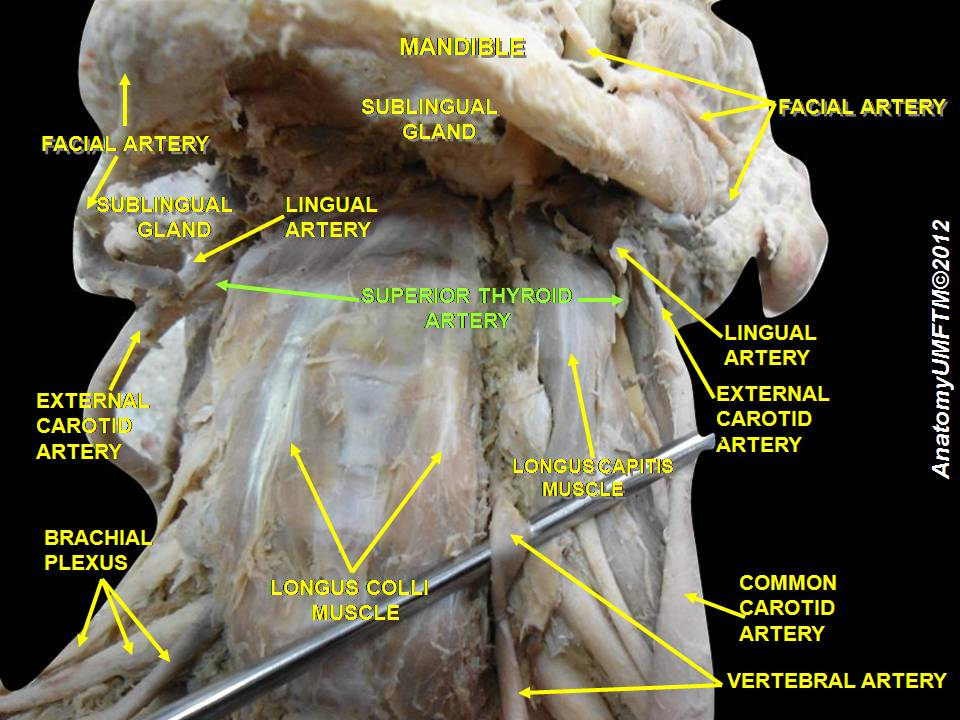
الشريان الدرقي العلوي
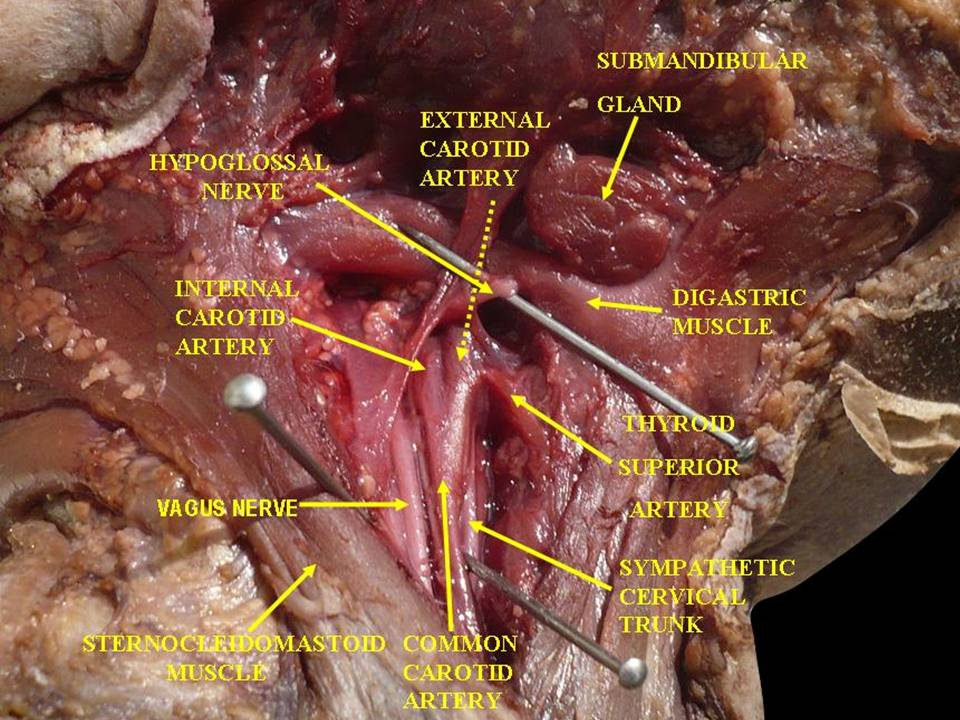
عضلات وأعصاب وشرايين العنق (تشريح مولود).
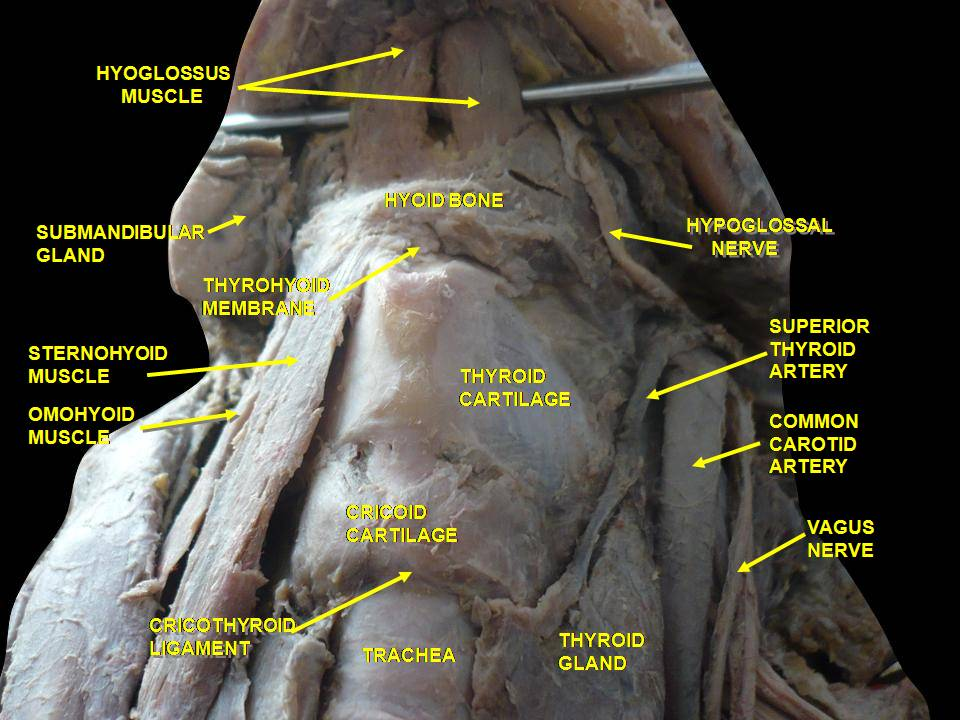
منظر أمامي لتشريح عميق لعضلات وأعصاب وشرايين العنق.